# Hälsingtuna kyrka

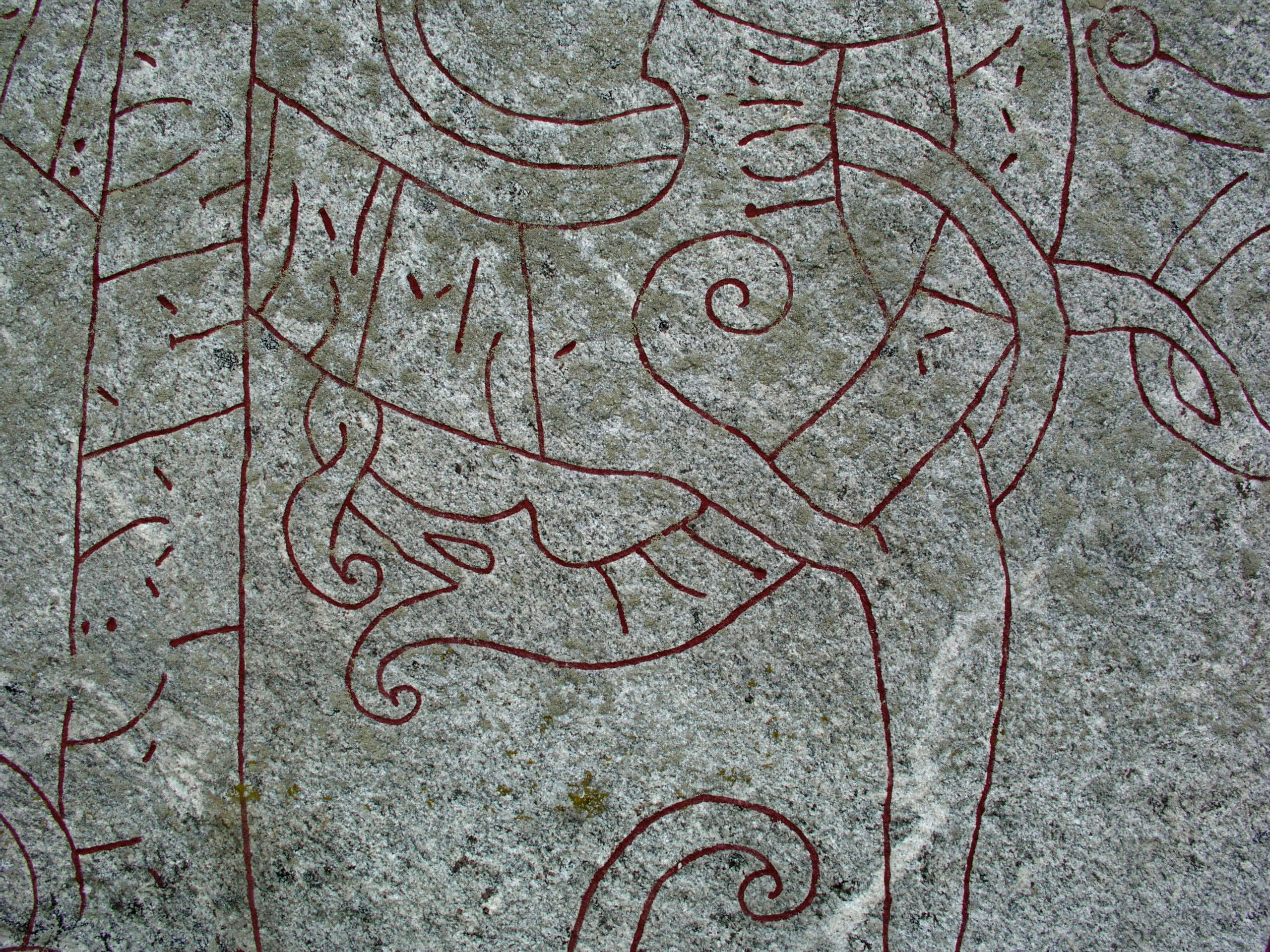
Hälsingtunastenen, detalj.

Hälsingtuna kyrka är en kyrkobyggnad i Tunbyn cirka fem kilometer nordväst om Hudiksvall. Den är församlingskyrka i Hudiksvallsbygdens församling i Uppsala stift.

## Kyrkobyggnaden
Kyrkans äldsta delar härstammar från sent 1100-tal eller tidigt 1200-tal. Fram till 1400-talet var kyrkan en klövsadelkyrka med torn i både öster och väster. Ungefär vid sekelskiftet 1500 revs det östra tornet och kyrkan förlängdes åt samma håll. Den välvdes också ungefär samtidigt. I öster finns en sakristia tillkommen ungefär 1840 och ersättande en äldre, som revs.
Kyrkans exteriör utmärks av det höga tornet. Det är ett av få bevarade medeltida stenkyrktorn i Hälsingland. Söderala och Bollnäs kyrkor har också medeltida stentorn och vid Harmångers kyrka finns en kastal.
Invändigt finns på långhusets väggar fragment av kalkmålningar som tros härstamma från 1300-talet.

## Inventarier
Predikstolen dateras till 1665 och altaruppsatsen till 1680. Dessa är utförda i barockstil och kom tillbaka till kyrkan i samband med en restaurering 1947.
I kyrkan finns flera träskulpturer, bland annat ett triumfkrucifix från mitten av 1200-talet och ett helgonskåp med Sankt Nikolaus.

### Orgel
- Kyrkan hade på 1620-talet ett positiv.
- 1763 köptes ett orgelverk med 4 stämmor. Orgeln var tillverkad i Hamburg. Orgeln köptes av hovmusikern Anders Wesström.
- 1766 byggde Petter Qvarnström, Sundsvall en orgel med 8 stämmor.[3] 1767 stämdes orgelverket om av Qvarnström. 1768-1769 lagades orgelverket av Odendahl.[4][5]
- 1891 byggde E A Setterquist & Son, Örebro, en orgel med 12 stämmor. Den invigdes 20 december 1891.[6]
- Den nuvarande orgeln byggdes 1947 av A Mårtenssons Orgelfabrik AB, Lund och är en elektrisk orgel med slejflådor. Fasaden är från 1891 års orgel. Orgeln har två fria kombinationer, tutti koppel, automatisk pedalväxling och registersvällare.

| Huvudverk I     | Svällverk II          | Pedal         | Koppel   |
| Fugara 16'      | Gedackt 16'           | Subbas 16´    | I/P      |
| Principal 8´    | Salicional 8'         | Gedackt 16'   | II/P     |
| Flöjt 8'        | Voix céleste 8'       | Oktava 8'     | II/I     |
| Gedackt 8'      | Rörflöjt 8'           | Nachthorn 4'  | I 4'     |
| Oktava 4'       | Principal 4'          | Blockflöjt 2' | II 16'/I |
| Gedacktflöjt 4' | Flöjt 4'              | Fagott 16'    | II 4'/I  |
| Kvinta 2 2⁄3'   | Svegel 2'             |               | II 4'/P  |
| Oktava 2'       | Larigot 1 1⁄3'        |               |          |
| Mixtur V        | Terscymbel III (1975) |               |          |
| Trumpet 8'      | Krumhorn 8'           |               |          |
|                 | Tremulant             |               |          |
|                 | Crescendosvällare     |               |          |

## Kyrkogården
Kyrkogården inhägnas av ett järnstaket och kallmur. Strax utanför muren står den spånklädda klockstapeln. Den tillskrivs Mårten Fisk och dateras till 1777.

## Övrigt
Utanför kyrkan finns två runstenar, Hs 9 och Hs 10, varav den senare troligtvis är den största i Sverige. Den kallas ibland Hälsingtunastenen.